# 2413 van de Hulst
2413 van de Hulst је астероид главног астероидног појаса са пречником од приближно 22,82 .
Афел астероида је на удаљености од 3,355 астрономских јединица (АЈ) од Сунца, а перихел на 2,680 АЈ.
Ексцентрицитет орбите износи 0,111, инклинација (нагиб) орбите у односу на раван еклиптике 10,637 степени, а орбитални период износи 1914,969 дана (5,242 година).
Апсолутна магнитуда астероида је 10,80 а геометријски албедо 0,162.
Астероид је откривен 24. септембра 1960. године.